# 111 км (зупинний пункт, Придніпровська залізниця)
111 кіломе́тр — пасажирський залізничний зупинний пункт Криворізької дирекції Придніпровської залізниці на електрифікованій лінії Апостолове — Запоріжжя II між станціями Нікополь (13 км) та Марганець (7 км). Розташований на півночі селища Червоногригорівка Нікопольського району Дніпропетровської області.

## Пасажирське сполучення
З березня 2023 року тимчасово призупинено рух поїздів на дільниці Нікополь — Марганець через регулярні обстріли з боку російських окупантів та пошкодження залізничної інфраструктури. 
Найближчі станції, звідки здійснюється посадка/висадка пасажирів на приміські електропоїзди — Марганець або Нікополь.